# Ayaka (chanteuse)
Pour les articles homonymes, voir Ayaka.
Ayaka (絢香) est le nom de scène de la chanteuse japonaise Ayaka Iida (飯田 絢香, Iida Ayaka, née le 18 décembre 1987 à Moriguchi). Son premier album sorti en 2006 atteint la première place des charts de l'oricon, se vendant à plus d'un million d'exemplaires ; le second se classe 2e en 2008 avec plus de 600 000 ventes ; son premier album compilation se classe lui aussi N°1 en 2009 avec plus d'un million de ventes. 
Elle épouse l'acteur Hiro Mizushima le 22 février 2009. Elle décide de mettre sa carrière en pause à partir de 2010, et ne renouvelle pas son contrat avec son agence et sa maison de disques, Warner Music Japan.

## Discographie

### Albums
1. 1er novembre 2006 : First Message
2. 25 juin 2008 : Sing to the Sky

Compilation
1. 23 septembre 2009 : Ayaka's History 2006–2009

### Singles
1. 1er février 2006 : I believe
2. 10 mai 2006 : melody ~SOUNDS REAL~
3. 19 juillet 2006 : Real voice
4. 27 septembre 2006 : Mikazuki (三日月)
  - 28 février 2007 : WINDING ROAD (ayaka x Kobukuro)
5. 4 juillet 2007 : Jewelry day
6. 5 septembre 2007 : CLAP & LOVE / Why
  - 14 novembre 2007 : For Today (single digital)
7. 5 mars 2008 : Te wo Tsunagou
8. 14 mai 2008 : Okaeri
  - 24 septembre 2008 : Anata to... (ayaka x Kobukuro)
9. 22 avril 2009 : Yume wo Mikata ni / Koi Kogarete Mita Yume
10. 8 juillet 2009 : Minna Sora no Shita